# Harcerskie Warsztaty Szybowcowe
Harcerskie Warsztaty Szybowcowe – warszawskie przedsiębiorstwo zajmujące się produkcją i naprawą szybowców.

## Historia
Początek funkcjonowania Harcerskich Warsztatów Szybowcowych sięga 1933 r. W Liceum Mechanicznym w Warszawie przy ul. Hożej 88 grupa harcerzy pod kierownictwem Romana Berkowskiego zbudowała kilka szybowców Wrona. Następnie harcerze otrzymali pomieszczenia przy lotnisku mokotowskim, gdzie kontynuowali produkcję Wron.
W 1935 r. w HWS zbudowano prototyp wodnoszybowca MT-1 opracowany przez Henryka Tomaszewskiego i Aleksandra Maruszewa. W 1936 r. po raz kolejny zmieniła się lokalizacja Warsztatów, przeniesiono je na teren lotniska mokotowskiego, obok Warsztatów Szybowcowych inż. Antoniego Kocjana. W tej lokalizacji HWS funkcjonowały do końca swej działalności. 
W 1936 r. zbudowano tu prototyp samolotu Pou du Ciel konstrukcji H. Gutowskiego, w 1937 r. zbudowano prototyp motoszybowca MIP Smyk konstrukcji Ludwika Moczarskiego, Jana Idźkowskiego i Jerzego Płoszajskiego.
Roman Berkowski kierował warsztatami do 1938 r., kiedy to na tym stanowisku zastąpił go inż. Rembowski. Wybuch II wojny światowej zakończył działalność Warsztatów.
Podczas działalności Warsztatów powstało w nich 23 egzemplarze szybowca Wrona i trzy prototypy. Ponadto przeprowadzono remonty kilku szybowców.